# Depressio Hellespontica
Depressio Hellespontica  è una caratteristica di albedo della superficie di Marte.